# Asnières-en-Montagne
Asnières-en-Montagne ist eine französische Gemeinde mit 170 Einwohnern (Stand: 1. Januar 2022) im Département Côte-d’Or in der Region Bourgogne-Franche-Comté. Sie gehört zum Arrondissement Montbard und zum Kanton Montbard.
Nachbargemeinden sind Ravières im Norden, Verdonnet im Nordosten, Arrans im Osten, Rougemont im Süden, Perrigny-sur-Armançon im Südwesten und Cry im Westen.

## Bevölkerungsentwicklung
| Jahr      | 1962 | 1968 | 1975 | 1982 | 1990 | 1999 | 2008 | 2018 |
| --------- | ---- | ---- | ---- | ---- | ---- | ---- | ---- | ---- |
| Einwohner | 237  | 214  | 175  | 185  | 180  | 187  | 184  | 190  |

Quellen: Cassini und INSEE

## Sehenswürdigkeiten

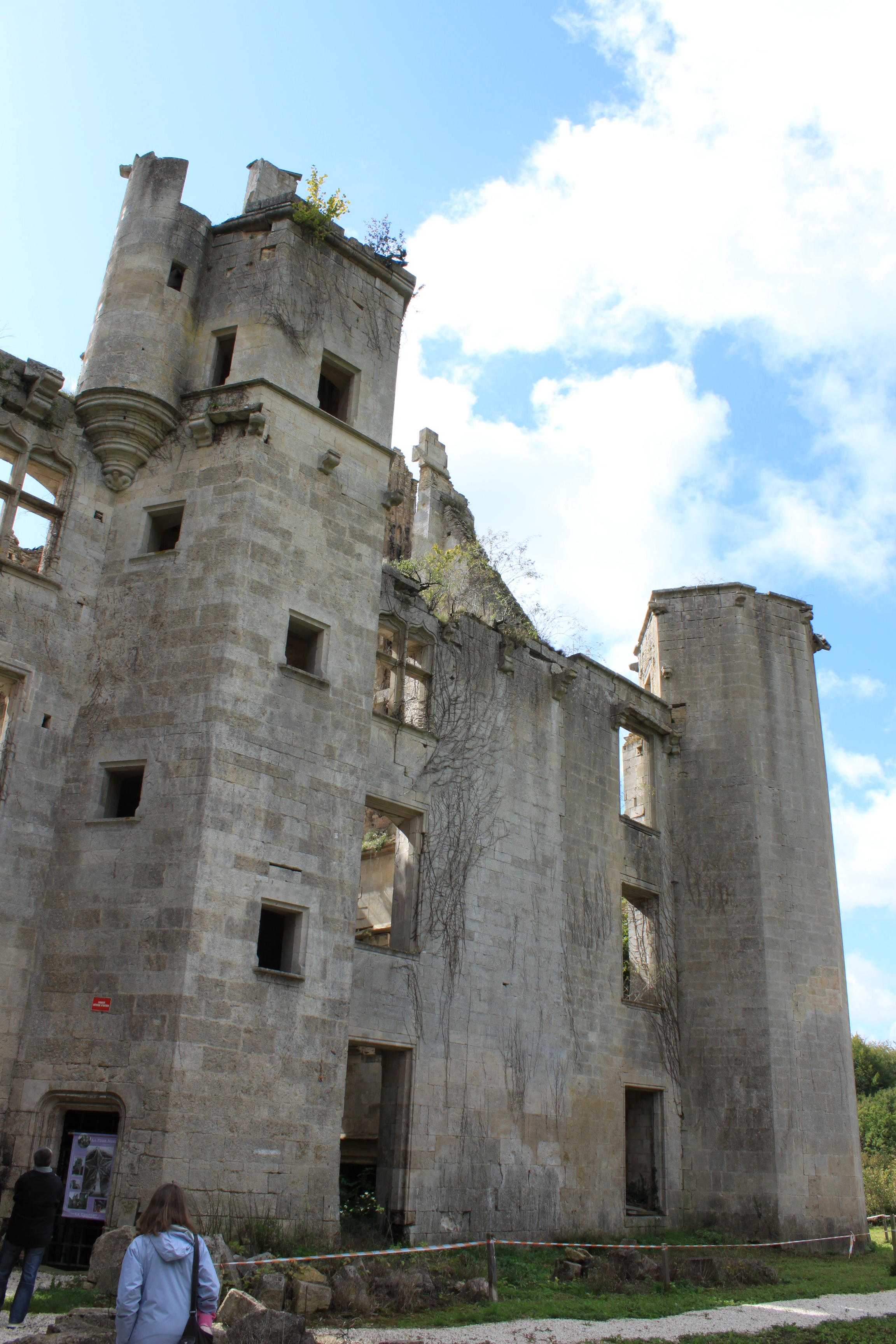
Schloss Rochefort

- Schloss Rochefort, seit 1974 ein Monument historique